# 白关镇
福明镇，中华人民共和国湖南省株洲市芦淞区下属的一个镇。

## 建制沿革
- 1961年，设置白关公社，属株洲市郊区；
- 1965年，改属株洲县；
- 1984年，改置白关乡；
- 1988年，划出6个行政村归株洲市郊区；
- 1992年，析出4个行政村、1个林场、1个村民小组置大京乡；
- 1993年，改置白关镇；
- 2005年，大京乡并入；
- 2010年，改属芦淞区。

## 行政区划
福明镇下辖1个居委会和17个行政村：
白关社区、白关村、芭蕉村、成家坝村、旭日村、宋家湾村、天福村、东庄村、大岭村、双牌村、云盘村、团山村、沙堤村、残梅村、烟竹村、苦竹村、线江村和林场村。

## 交通
沪昆铁路、 320国道、株醴公路经过镇区。
- 吉衡铁路：云盘站